# Scarperia
Scarperia é uma comuna italiana da região da Toscana, província de Florença, com cerca de 6.778 habitantes. Estende-se por uma área de 79 km², tendo uma densidade populacional de 86 hab/km². Faz fronteira com Barberino di Mugello, Borgo San Lorenzo, Firenzuola, San Piero a Sieve.
Pertence à rede das Aldeias mais bonitas de Itália.

## Demografia
| Variação demográfica do município entre 1861 e 2011                               |
|                                                                                   |
| Fonte: Istituto Nazionale di Statistica (ISTAT) - Elaboração gráfica da Wikipedia |